# Anyama
Anyama är en ort i Elfenbenskusten. Den ligger strax norr om Abidjan, och tillhör Abidjans autonoma distrikt, i den sydöstra delen av landet. Folkmängden uppgår till strax över 100 000 invånare.